# Đại hội Đại biểu Nhân dân Nga
Đại hội Đại biểu Nhân dân Nga (tiếng Nga: Съезд народных депутатов РСФСР) và từ năm 1991 là Đại hội Đại biểu Nhân dân Liên bang Nga (tiếng Nga: Съезд народных депутатов Российской Федерации) là cơ quan nhà nước tối cao ở Cộng hòa Xã hội chủ nghĩa Xô viết Liên bang Nga và ở Liên bang Nga từ ngày 16 tháng 5 năm 1990 đến ngày 21 tháng 9 năm 1993. Được bầu vào ngày 4 tháng 3 năm 1990 trong thời gian 5 năm, cơ quan này đã bị giải thể (không có thẩm quyền lập hiến) bởi sắc lệnh của tổng thống trong cuộc khủng hoảng hiến pháp Nga năm 1993 và chấm dứt de facto khi Nhà Trắng Nga bị tấn công vào ngày 4 tháng 10 năm 1993. Đại hội đã đóng một vai trò quan trọng trong một số sự kiện quan trọng nhất trong lịch sử nước Nga trong giai đoạn này, như tuyên bố về sự độc lập của Nga khỏi Liên Xô (tháng 12 năm 1991), sự vươn lên quyền lực của Boris Yeltsin, và cải cách kinh tế.

## Chức năng chính
Đại hội có quyền thông qua luật theo đa số, sau đó phải được ký bởi tổng thống Nga (không có quyền phủ quyết cho đến tháng 7 năm 1991). Đại hội nắm giữ quyền lực tối cao trong nước (nghĩa là quyền quyết định "bất kỳ câu hỏi nào thuộc thẩm quyền Liên bang Nga") và một số quyền lực quan trọng nhất (thông qua và sửa đổi Hiến pháp, phê duyệt của Thủ tướng Nga và những người nắm giữ các cơ quan công quyền cao nhất, lựa chọn các thành viên của ủy ban giám sát hiến pháp (thẩm phán của Tòa án hiến pháp từ năm 1991), tuyên bố trưng cầu dân ý, luận tội tổng thống, v.v.) là quyền hạn độc quyền của Đại hội, chỉ được thực thi bởi cơ quan này.